# Homorod (gmina)
Homorod – gmina w Rumunii, w okręgu Braszów. Obejmuje miejscowości Homorod, Jimbor i Mercheașa. W 2011 roku liczyła 2209 mieszkańców. 